# Де Дзерби, Роберто
Робе́рто Де Дзе́рби (итал. Roberto De Zerbi; род. 6 июня 1979, Брешиа, Ломбардия) — итальянский футболист, выступавший на позиции полузащитника, футбольный тренер. Главный тренер французского клуба «Олимпик Марсель».

## Клубная карьера
Де Дзерби играл на позиции левого атакующего полузащитника с сильным атакующим чутьём. Роберто родился в Брешии, но является воспитанником «Милана». В нём он и начал свою профессиональную карьеру. Однако все четыре сезона после окончания академии в клубе он провёл в аренде в различных клубах более низких дивизионов (серия B и C2). Он провёл сезон 1999/2000 в Серии C1 в «Комо» вместе с Альберто Комацци и Лукой Саудати — одноклубниками из «Милана». Половина прав на футболиста была продана «Салернитане» в сезоне 2000/01 и 2001/02. В июне 2002 года «Милан» выкупил Де Дзерби у «Салернитаны» и продал «Фодже».

## Тренерская карьера
В ноябре 2013 года Де Дзерби начал тренерскую карьеру, возглавив команду «Дарфо Боарио», выступающую на любительском уровне (Серия D). Первым профессиональным клубом в карьере Де Дзерби стала «Фоджа», выступающая в Серии C, с этой командой он отработал два сезона.
6 сентября 2016 года Де Дзерби был назначен главным тренером клуба Серии А «Палермо», сменив на этом посту Давиде Баллардини. Однако дебют молодого тренера в высшем дивизионе итальянского футбола вышел неудачным: команда одержала лишь одну победу в 13 матчах, за три месяца не сумела набрать ни одного очка в домашних матчах и вылетела из Кубка Италии от «Специи». В результате 30 ноября 2016 года Де Дзерби был уволен и заменён на Эудженио Корини, который, однако, не сумел спасти команду от вылета.
23 октября 2017 года Де Дзерби возглавил дебютанта Серии А «Беневенто». На протяжении всего сезона команда находилась в зоне вылета и по итогам чемпионата вылетела в Серию В, заняв последнее 20-е место в турнирной таблице. Несмотря на это, футбольные специалисты позитивно оценивали работу Де Дзерби, отмечая атакующий стиль игры команды, основанный на владении мячом, а также удачную трансферную политику.
Летом 2018 года Де Дзерби был назначен главным тренером «Сассуоло», также выступающим в Серии А. В первом сезоне под руководством нового тренера «чёрно-зелёные» повторили результат предыдущего сезона, финишировав на 11-м месте в турнирной таблице. Два следующих сезона подопечные Де Дзерби заканчивали на 8-м месте, демонстрируя яркий и атакующий стиль игры. Особенно удачно для «Сассуоло» сложился сезон 2020/21, в котором команда до последнего тура боролась за попадание в еврокубки, лишь в последнем туре уступив путёвку в Лигу конференций «Роме» по разнице забитых и пропущенных мячей.
25 мая 2021 года Де Дзерби был официально представлен в качестве главного тренера донецкого «Шахтёра», подписав с ним двухлетний контракт. 22 сентября 2021 года «Шахтёр» под руководством Де Дзерби стал обладателем Суперкубка Украины, который стал первым трофеем в его тренерской карьере. 26 февраля 2022 года чемпионат Украины был досрочно завершён из-за вторжения России на Украину. На тот момент «Шахтёр» занимал первое место в турнирной таблице после 18-ти сыгранных туров. 11 июля 2022 года итальянский специалист и его тренерский штаб покинули «Шахтёр» по обоюдному согласию сторон.
18 сентября 2022 года итальянский специалист возглавил клуб английской Премьер-лиги «Брайтон энд Хоув Альбион», подписав контракт сроком на четыре года и сменив на посту Грэма Поттера. В первом матче под руководством Де Дзерби «Брайтон» сыграл вничью 3:3 с «Ливерпулем». Под руководством итальянского тренера «чайки» сумели занять 6-е место в Премьер-лиге, что стало лучшим результатом в истории клуба и позволило ему квалифицироваться в Лигу Европы на следующий сезон (ранее «Брайтон» никогда не играл в еврокубках). По ходу сезона команда выдала ряд ярких матчей, одержав победы над «Челси» (4:1 и 2:1), «Арсеналом» (3:1 и 3:0), «Ливерпулем» (3:0) и «Манчестер Юнайтед» (1:0), а также сыграв вничью со ставшим чемпионом «Манчестер Сити» (1:1). Кроме того, подопечные Де Дзерби дошли до полуфинала Кубка Англии, где лишь в серии пенальти со счётом 6:7 уступили «Манчестер Юнайтед». Следующий сезон для «Брайтона» завершился менее удачно и финишировала на 11-м месте в турнирной таблице. 18 мая 2024 года было объявлено, что по окончании сезона Де Дзерби покинет пост главного тренера команды.
29 июня 2024 года Де Дзерби возглавил французский «Олимпик Марсель», заключив с клубом трёхлетний контракт.

## Тренерская статистика
| Команда                  | Начало работы    | Завершение работы | Показатели | Показатели | Показатели | Показатели | Показатели |
| Команда                  | Начало работы    | Завершение работы | М          | В          | Н          | П          | % побед    |
| ------------------------ | ---------------- | ----------------- | ---------- | ---------- | ---------- | ---------- | ---------- |
| Дарфо Боарио             | 19 ноября 2013   | 30 июня 2014      | 22         | 5          | 5          | 12         | 022,73     |
| Фоджа                    | 1 июля 2014      | 14 августа 2016   | 90         | 48         | 23         | 19         | 053,33     |
| Палермо                  | 6 сентября 2016  | 30 ноября 2016    | 13         | 1          | 2          | 10         | 007,69     |
| Беневенто                | 23 октября 2017  | 30 июня 2018      | 29         | 6          | 3          | 20         | 020,69     |
| Сассуоло                 | 1 июля 2018      | 24 мая 2021       | 120        | 43         | 36         | 41         | 035,83     |
| Шахтёр (Донецк)          | 25 мая 2021      | 11 июля 2022      | 30         | 20         | 5          | 5          | 066,67     |
| Брайтон энд Хоув Альбион | 18 сентября 2022 | 20 мая 2024       | 90         | 39         | 20         | 31         | 043,33     |
| Олимпик Марсель          | 29 июня 2024     | н.в.              | 37         | 22         | 5          | 10         | 059,46     |
| Всего                    | Всего            | Всего             | 431        | 184        | 99         | 148        | 042,69     |

## Достижения

### В качестве игрока
ЧФР Клуж
- Чемпион Румынии (2): 2009/10, 2011/12
- Обладатель Кубка Румынии: 2009/10

Личные достижения
- Лучший бомбардир Кубка Виареджо: 1997/98

### В качестве тренера
Фоджа
- Обладатель Кубка Италии Серии С: 2015/16

«Шахтёр» (Донецк)
- Обладатель Суперкубка Украины: 2021

Личные достижения
- Награда Энцо Беарзота: 2022